# Coit Tower
La Coit Tower est une tour située à San Francisco en Californie. Construite en style Art déco, elle est inaugurée en 1933. Elle a été bâtie selon les vœux de Lillie Hitchcock Coit (en), pour honorer les pompiers de la ville. Elle a été dessinée par les architectes Arthur Brown, Jr. et Henry Temple Howard.

## Peintures murales
Cette tour de 64 mètres  a été inaugurée en 1933. Elle a été construite avec les fonds attribués par Lillie Hitchcock Coit (en), veuve d'un banquier fortuné, par Arthur Brown Jr. et Henry Howard avec des peintures murales de 26 artistes différents et de nombreux assistants.
On trouve des fresques signées Diego Rivera, muraliste mexicain compagnon de Frida Kahlo de 1929 à 1954, plus célèbre qu’elle a cette époque. 
Deux de ces peintures murales ont pour sujet des scènes de la baie de San Francisco peintes par l'artiste espagnol José Moya del Pino (en), qui résidait  dans la région de la Baie. À l'exception d'une peinture réalisée à la tempera et de travaux exécutés dans l'ascenseur qui sont des huiles sur toiles, la plupart des peintures ont été réalisées en fresque. Tandis qu'une grande partie des peintures murales ont été restaurées, un petit tronçon (l'escalier en spirale menant à la plateforme d'observation) ne l'a pas été mais recouvert durablement avec de l'époxy. Ces peintures portent sur des thèmes sociaux et politiques relatifs à la Grande Dépression et aux mouvements socialistes. 
La plupart sont accessibles librement au public pendant les heures d'ouverture, bien qu'il y ait des négociations en cours pour faire payer un droit d'entrée. Parmi celles-ci, on remarque City Life de Victor Arnautoff, Powell Street de Lucien Labaudt, ou encore Home Life de Jane Berlandina. Les peintures murales de l'escalier en spirale, généralement fermé au public, ouvrent le samedi matin à 11 heures avec une visite guidée payante.
En 1960 et 1975, Dorothy Wagner Puccinelli et Emmy Lou Packard restaurent les peintures murales de la Coit Tower.

## Visite
Il est également possible de monter au sommet de la tour Coit, l'accès est payant. On y trouve une salle à ciel ouvert, d'où l'on a une vue dégagée sur une grande partie de la baie de San Francisco, dont en particulier le Golden Gate Bridge, l'île d'Alcatraz et les quartiers d'affaires.

## Dans les représentations
La tour Coit apparaît dans des films de cinéma, comme Sueurs froides (1957) d'Alfred Hitchcock, puis dans L'Inspecteur ne renonce jamais (The Enforcer), où l'inspecteur Harry et sa nouvelle coéquipière marchent à sa base, et la surnomment coit interruptus. 
Cette tour apparaît également dans les jeux vidéo Sim City 4, GTA San Andreas, Destroy All Humans! 2[réf. nécessaire], Watch Dogs 2, et dans deux épisodes de la série des jeux Tex Murphy: Under a Killing Moon et The Pandora Directive.